# أبو بكر الهذلي
أبو بكر سلمى بن عبد الله بن سلمى بن عبد بن حبيب الهذلي البصري (نحو 70 هـ - 158 هـ / 690م - 775م): قاضي، محدث، إخباري، أديب، نسابة، عالم بأيام العرب وأخبارهم. اتصل الهذلي بالخليفة العباسي الأول أبو العباس عبد الله السفاح، فارتفعت منزلته عنده حتى جعله في جلسائه وأصحاب مشورته،وفيه أبو العباس عبد الله السفاح يقول: « ما رأيت أحدا أغزر علما من أبي بكر الهذلي، لم يعد علي حديثا قط».
بدأ الهذلي السماع مبكراً وهو غلام، وحدث عن معاذة العدوية المتوفاة سنة 83 هـ. ولقي سعيد بن جبير، مطرف بن عبد الله بن الشخير، وعامر الشعبي، وأبو بردة بن أبي موسى الأشعري، وعكرمة البربري، والحسن البصري ومحمد بن سيرين. وكان الهذلي أخباريا علامة، حدث عنه من المؤرخين: ابن جريج،وسيف بن عمر،وأبو عمرو الشيباني،وأبو مخنف،والمدائني،والهيثم بن عدي،وابن بكار،وطائفة من كبار الأخباريين.
كان خلفاء بني العباس الأوائل يعرفون فضل الهذلي وعلمه ومنزلته، وولاه أبي جعفر المنصور قاضياً، وفي ذلك قال البلاذري: «ولاه المنصور أبو جعفر أمير المؤمنين القضاء، وكان سميرا لأبي العباس أمير المؤمنين، ومات بالبصرة في خلافة أبي جعفر أمير المؤمنين، وصلى عليه عيسى بن شبيب خليفة عبد الملك بن أيوب النميري».
قال الحازمي في كتابه الأماكن "درب الحبْش بالبصرة في خُطّة هُذيل، نُسب إلى حبش أسكنهم عمر بن الخطاب رضي الله عنخ بالبصرة وهناك مسجد أبي بكر الهذلي".

## النسب
- هو: سلمى بن عبد الله بن سلمى ابن عبد بن حبيب بن عويمر بن كعب بن مالك بن كعب بن كاهل بن الحارث ابن تميم بن سعد بن هذيل.[16][17]
- أمه: بنت حميد بن عبد الرحمن الحميري (20 هـ - 81 هـ[18]): من أصحاب علي بن أبي طالب،[19][20]وهو فقيه العراق في زمانه.[21]

## من روى عنهم
حدّثَ عن محمد بن سيرين، والحسن البصري، وعكرمة مولى ابن عباس، وعامر الشعبي، وابن شهاب الزهري.

## من رووا عنه
إسماعيل بن زكريا الخلقاني، وأبو معاوية الضرير، وعبد الله بن المبارك، وشبابة بن سوار، ومسلم بن إبراهيم، وأبو جابر محمد بن عبد الملك، ومعلى بن الفضل.

## روايته للأحاديث النبوية
قال علي بن المديني: أبو بكر الهذلي ضعيف، وقال غندر: لم يكن أبو بكر الهذلي ثقة، واسمه سلمى بن عبد الله بن عم أبي زكريّا، وقال أحمد بن حنبل في أبي بكر الهذلي، ضعُفَ أمره، و سئل أبو زرعة عن أبي بكر الهذلي فقال: بصرى ضعيف.